# Bevelhebber der Luchtstrijdkrachten

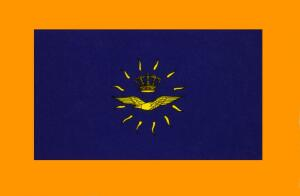
Onderscheidingsvlag van BDL / C-LSK

De bevelhebber der Luchtstrijdkrachten (BDL) was van 1954 tot september 2005 de hoogste operationele functie binnen de Koninklijke Luchtmacht in Nederland. De functie werd bekleed door een luitenant-generaal die rechtstreeks onder de Minister van Defensie stond. Met de chef-Defensiestaf, formeel de hoogste militaire adviseur van de minister en nog een rang hoger, bestond geen enkele hiërarchische relatie.

## Geschiedenis
De luchtmacht is als jongste krijgsmachtdeel pas sinds 11 maart 1953 autonoom. De functie van de hoogste militair van de luchtmacht was voor die tijd onder verschillende benamingen bekend. Nadat Antonius Baretta (21 mei 1897-5 januari 1968) als hoogste luchtmachter eerst chef van de Luchtmachtstaf was, werd hij per 10 november 1954 tevens bevelhebber der Luchtstrijdkrachten.
Vanaf 5 september 2005 is de functie 'chef Defensiestaf' (CDS) gewijzigd tot commandant der Strijdkrachten (CDS), waarmee een eenhoofdige leiding van de krijgsmacht tot stand is gebracht. De functie 'bevelhebber der Luchtstrijdkrachten' is daarmee vervallen. De functie van hoogste commandant van de Koninklijke Luchtmacht heet sindsdien 'commandant Luchtstrijdkrachten' (C-LSK).
Vanaf 1954 werd de BDL functie bekleed door de volgende luitenant-generaals
- 1954 - 1956 Anton Baretta
- 1956 - 1961 Heije Schaper
- 1961 - 1965 Hein Zielstra
- 1965 - 1970 Bertie Wolff
- 1970 - 1973 Flip van der Wolf
- 1973 - 1976 Hans Knoop
- 1976 - 1981 Rien Geschiere
- 1981 - 1985 Cas Baas
- 1985 - 1989 Fred de Jong
- 1989 - 1992 Willy Cornelis Louwerse
- 1992 - 1995 Heinz Manderfeld
- 1995 - 2000 Ben Droste
- 2000 - 2004 Dick Berlijn
- 2004 - 2005 Dirk Starink tevens de laatste BDL